# Каза ди Лоија (Маса-Карара)
Каза ди Лоија је насеље у Италији у округу Маса-Карара, региону Тоскана.
Према процени из 2011. у насељу је живело 13 становника. Насеље се налази на надморској висини од 565 м.